# Кубанське весілля

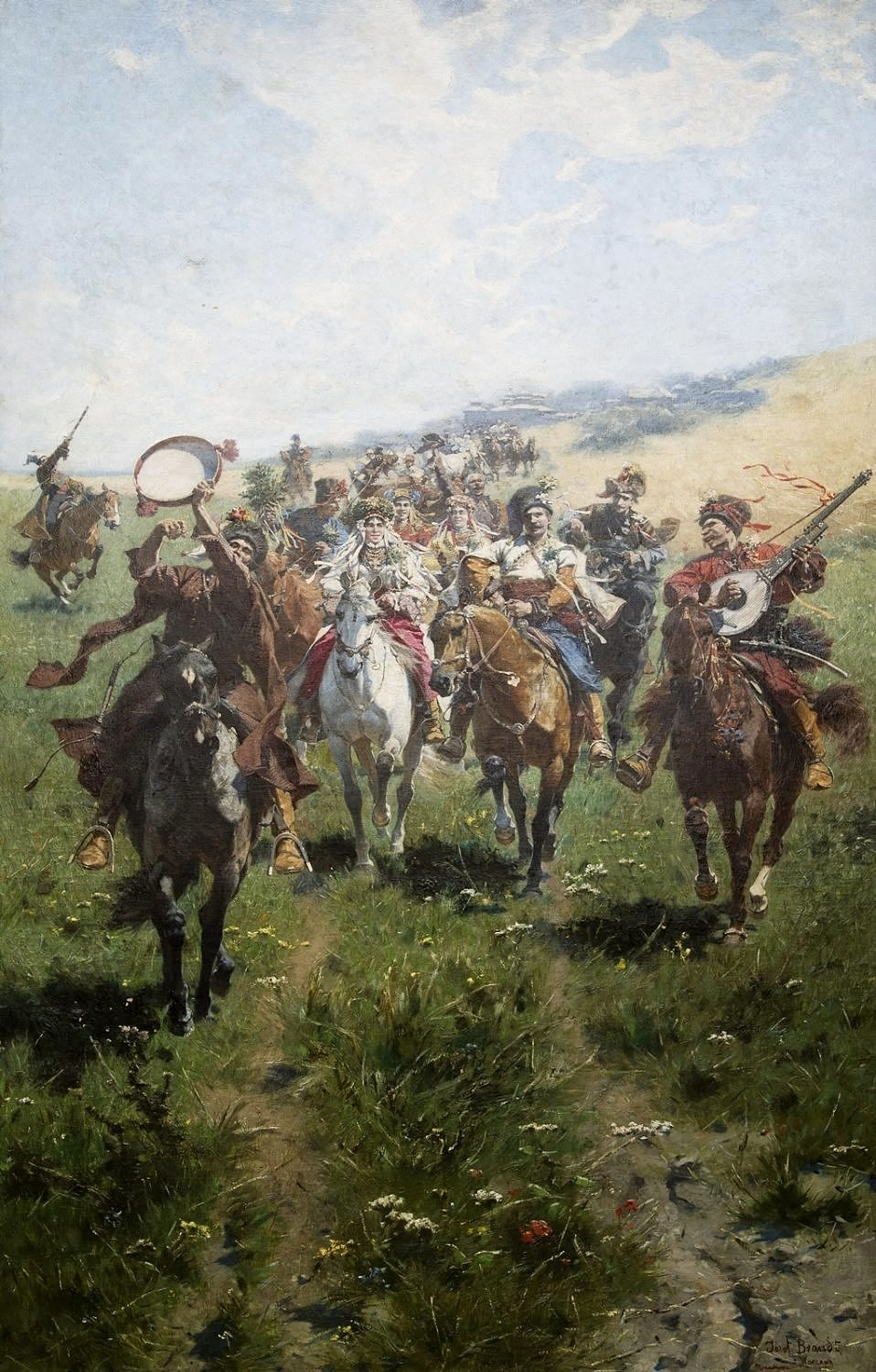
Козацьке весілля

Кубанське весілля (рос. Кубанская свадьба) — це традиційне дійство, яке супроводжувалося ритуальними піснями та обрядами, що тривало більше тижня. Всі складові кубанського весілля відповідають традиціям українського весілля.

## Сватання
Батько хлопця засилав сватів. Сватами могли бути одружені козаки. Сватам давали паляницю і тоді вони йшли до хати, вибраної хлопцем дівчини. Заходячи в хату, староста примовляв:
 прийміть од нас хліб і з хлібом нас приймайте.
Після паузи заводили традиційну розмову :
— Питайте чо го ж ми до вас прийшли.
— А почо-м то я знаю, чого ви до нас прийшли, ви скажете не маленькі.
— Ми прийшли до вас, бо кажуть увас дівка є, а у нас парубок, так чи не будемо сватами ?
— А почо-м я знаю, піду пораджусь
Якщо дівчина подавала свій хліб, це символізувало згоду. Тоді старости витягали з кармана горілку.
Розпивши горілку, свати питали:
— ну що свату, коли будуть рушники ?
— нехай приходять сват і сваха, тоді побалакаєм.
Після цього посилали за сватами, які приходили з горілкою та тоді домовлялись про рушники.

## Рушники
На змовинах домовлялися про рушники (заручини). В назначений день наречена ходила по хатах та запрошувала на рушники. Наречений перед тим як йти до нареченої клав батьку та матері три земних поклони та просив благословління. Після цього він з батьками та боярином йшов до нареченої. Наречена роздавала подарунки: старостам рушники, а всім іншим хустки. При цьому співали:
 Заручена Марічка, заручена.
 Положила руку на за-руку:
 Ручка ж моя білесенька у батенька
 Чи будеш така біленька у свекорка,
 Як у батенька була.
 Як будеш покірненька,
 Буде у тебе ручка біленька.
Після цього всі крім дружок, нареченої та нареченого йшли в дім свекра. Після того як гості розходилися, найближчі родичі  залишалися "на раду" про день весілля та весільні подарунки.

## Підготовка до весілля
В суботу хлопець з боярами на конях їздили запрошувати на весілля. Хлопець віддавав коня бояринові, а сам з пліткою в руці заходив до хати, де тричі кланявся образам та по черзі всім присутнім. По дорозі з коня кланявся тричі всім, кого зустрічав. Просили такими словами: просив батько і мати, і я прошу на хліб, сіль на весілля, при цьому старшому в хаті давав шишку. Дівчина з старшою дружкою ходили прибрані квітами та червоними стрічками також запрошувати. В кінці дівчина приходила в хату свекра, де була гостина, після якої прикрашали гільце. Старша дружка говорила:
«… староста, пане підстароста благословіть молодому князю гільце украсить».

### Гільце
В п'ятницю прикрашали гільце.
 Як ми своєму Іваньку гільце вили,
 То всі садочки виходили,
 Хрещатенький барвіночок вищипали,
 Червоною калиноньку виламали,
 Таки своєму Іваньку гільце звили.
 Не йдіть молодиці до нас гільце вити,
 Зовємо ми самі ясними соколами,
 З чорними галочками і з своєми дружечками.
Після цього наречена поверталась додому, куди сходились гості з хлібом. Князь збирав весільний поїзд та йшов до хати дівчини, де була гостина. Після гостини вся молодь йшла до іншої хати на вечорниці, а всі інші гості залишалися в хаті дівчини на танці.

## Весілля
Вінчання відбувалося  в неділю вранці. Князь з боярами йшов до нареченої, де вони отримували благословіння до вінця. Після вінчання молода пара йшла в хату нареченого на гостину, а після гостини наречена з дружкою йшла до себе додому.

### Весільний поїзд
А князь готував весільний поїзд. Всім учасникам поїзду свашка пришивала по клаптику порізаної червоної стрічки.
 Не стій сосно розвивайся…
 на сім сот гілочок,
 Щей чотири, усім боярам по квіточці,
 А Іваньку квітки немає,
 — Нащо сь єму квітка,
 У єго Марічка дівка.
Коли поїзд був готовий дружко примовляв :
 староста, пане підстароста, благословіть молодого князя в Божу путь повести.
В день весілля князь зі старшим дружбою та боярами, сватами, світилками, свашками їхав до молодої. Для забирання посагу готували пару волів з візником на возі. Дружко брав «борону» та шишку перев'язані червоною стрічкою. Бояри брали пістолети. Свашка брала шишки та інші подарунки.
Перед від'їздом стріляли з пістолетів та співали:
 Іванька мати родила,
 Місяцем обгородила,
 Сонечком попідперезала
 В дороженьку випроводжала

### Викуп нареченої
Перед поїздом зачинялися ворота і з-за імпровізованої пушки кидали в гостей "кілки". Дружко на воротах вгощав горілкою, після чого з два старости заходили до хати і ставили на стіл шишку та варенуху (переварений мед з перцем).
Перед погогом співали:
 Пусти свату в хату,
 Ми ж тобі не докучимо,--
 Посидимо, тай підемо,
 І куточки попорожнимо,
 Тай Марічку собі возьмемо.
Після цього відбувається розподіл подарунків. В хаті дружко дарує свасі чоботи, а тестю хустку, борону та чарку горілки.

### Знімання вінка
Сестра молодої знімала з голови молодої вінок та пришивала до шапки молодого.
 Подай мати голку,
 І ниточку шовку,
 Пришити квіточку,
 З зеленого барвіночку.
На воли з возом ставилась скриня з приданим та найближчі родичі везли її до хати молодого.

### Розподіл короваю
Всі інші гості сідали за стіл де розподілявся коровай.
 Ой край дружко коровай !
 Старшій дружці шишку дай,
 А як не даси -- в бору перейму, 
 І коня одниму --
 Старшому боярину подарю.
Після розподілу короваю брат молодої розплітав косу, після чого була вечеря. Після вечері молода підносила всім по чарці. Біля воріт молодого розпалювали воронь через який молода пара тримаючись за кінці хустки перестрибувала. Молода пара заходила до хати, а дружби з світилками стелили весільну постіль.

## Другий день
В понеділок рано боярин вивішував на даху червоні корогви і стріляв з пістолета.
На другий день рано дружко та подружко будили молоду. Вона подавала воду свекрови і свекрусі до вмивання, та давала свій рушник витертися, після чого кланялась три рази їм в пояс та пов'язувала їм до сорочок червоні стрічки.
Після того починали сходитися гості. Молодий з двома дружками і музикою йшов до тестя. Теща одівала чоботи, що їй зять подарував та приспівувала:
 Оце тії чоботи, що зять дав,
 А за тії чоботи дочку взяв
Зять разом з батьками йшов до своєї хати. В хаті свекор з свекрухою танцювали, після чого починався пропій. Спочатку батьки, а потім кожний з присутніх обдаровував молодих при цьому примовляли: «Дарую тобі уздечку на коня, що по полю ганя». Після обходу гостей з чаркою починалася гостина.
На гостині частували борщем з бараниною, локшину з бараниною, печеню та в кінці пироги.
Після гостини старший дружко запрошує гостей до себе, після нього йдуть до подружка. І так до кінця тижня по черзі обходять всіх весільних гостей.